# Pilea jamesoniana
Pilea jamesoniana är en nässelväxtart som beskrevs av Hugh Algernon Weddell. Pilea jamesoniana ingår i släktet pileor, och familjen nässelväxter. Inga underarter finns listade i Catalogue of Life.